# Luther Evans
Luther Harris Evans (Sayersville, Texas, 23 d'octubre de 1902 - 23 de desembre de 1981) bibliotecari del Congrés dels Estats Units i Director General de l'Organització de les Nacions Unides per a l'Educació, la Ciència i la Cultura (UNESCO).

## Biografia
Va estudiar a la Universitat de Texas i va rebre un doctorat per la Universitat Stanford en ciències polítiques. El 1935 va començar a treballar per al govern dels Estats Units, primer com bibliotecari del Historical Records Survey i el 1939 va passar a la Biblioteca del Congrés dels Estats Units, on va arribar a ser bibliotecari el 1945. El 1953 va dimitir del càrrec de bibliotecari per a convertir-se en Director General de la UNESCO. Anteriorment havia estat conseller de la delegació dels Estats Units en la UNESCO. Un dels majors assoliments del seu mandat va ser l'elaboració de la Convenció Universal sobre Copyright. Evans va deixar la UNESCO el 1958. Va morir a San Antonio, Texas el 1981.